# 藤塚 (日進市)
藤塚（ふじづか）は、愛知県日進市の地名。現行行政地名は藤塚一丁目から七丁目。

## 地理

### 河川
- 折戸川

## 歴史

### 人口の変遷
国勢調査による人口および世帯数の推移。
| 2005年（平成17年） | 1561世帯 4330人 |  |
| 2010年（平成22年） | 1757世帯 4822人 |  |
| 2015年（平成27年） | 1875世帯 4972人 |  |
| 2020年（令和2年）  | 1962世帯 5136人 |  |

### 沿革
- 2001年（平成13年）8月11日 - 折戸町・浅田町の各一部より、藤塚一丁目から七丁目が成立[1][2]。

## 交通
- 国道153号
- 名鉄豊田線

## 施設
- 折戸藤塚集会場

### WEB
1. ↑  “愛知県日進市の町丁・字一覧”.   人口統計ラボ. 2024年3月26日閲覧。
2. 1 2  総務省統計局 (2022年2月10日). “令和2年国勢調査の調査結果(e-Stat) - 男女別人口，外国人人口及び世帯数－町丁・字等” (CSV). 2023年8月2日閲覧。
3. ↑  “愛知県日進市の郵便番号一覧”.   日本郵便. 2024年3月26日閲覧。
4. ↑  “市外局番の一覧” (PDF).   総務省 (2022年3月1日). 2022年3月22日閲覧。
5. ↑  “ナンバープレートについて”.   一般社団法人愛知県自動車会議所. 2024年1月21日閲覧。
6. ↑  総務省統計局 (2014年6月27日). “平成17年国勢調査の調査結果(e-Stat) - 男女別人口及び世帯数 －町丁・字等” (CSV). 2021年7月21日閲覧。
7. ↑  総務省統計局 (2012年1月20日). “平成22年国勢調査の調査結果(e-Stat) - 男女別人口及び世帯数 －町丁・字等” (CSV). 2021年7月21日閲覧。
8. ↑  総務省統計局 (2017年1月27日). “平成27年国勢調査の調査結果(e-Stat) - 男女別人口及び世帯数 －町丁・字等” (CSV). 2021年7月21日閲覧。

### 書籍
1. ↑  『広報にっしん No.415』日進市、2001年9月1日、11頁。
2. ↑  『折戸町藤塚地区土地旧新・新旧対照表』日進市、2001年。